# Отто Ґетце
Отто Ґетце (нім. Otto Götze; 1868, Лейпциг — 1931, Берлін) — німецький художник, графік та ілюстратор. Представник символізму.

## Біографія
Дитинство і юність художника пройшли в містечку Конневіц, нині входить у межу Лейпцига. Вивчав живопис у академії мистецтв у Лейпцигу (з 1888 року), потім — у Художній академії у Мюнхені у класі Олександра фон Лізен-Маєра (нім. Sándor (Alexander) von Liezen-Mayer). Після здобуття освіти працював як вільний художник, майстер портретного живопису. У 1908 році Ґетце перейшов від живопису до графічної творчості. Гравюри Отто Гьотце переважно відображають різні образи юних дівчат і жінок, а також міфологічні сюжети (наприклад, Політ відьом).
З 1893 року виставляв свої роботи на різних художніх експозиціях Німеччини. У 1914 на виставці Бугра Лейпциг (Bugra Leipzig) відзначений Державною премією королівства Саксонія. Був членом Імперського союзу живописців Німеччини (нім. Reichsverband Bildender Künstler Deutschlands). В останні роки життя жив і працював у Берліні. У наш час твори Отто Ґетце популярні й на художніх виставках та аукціонах Німеччини.

## Галерея

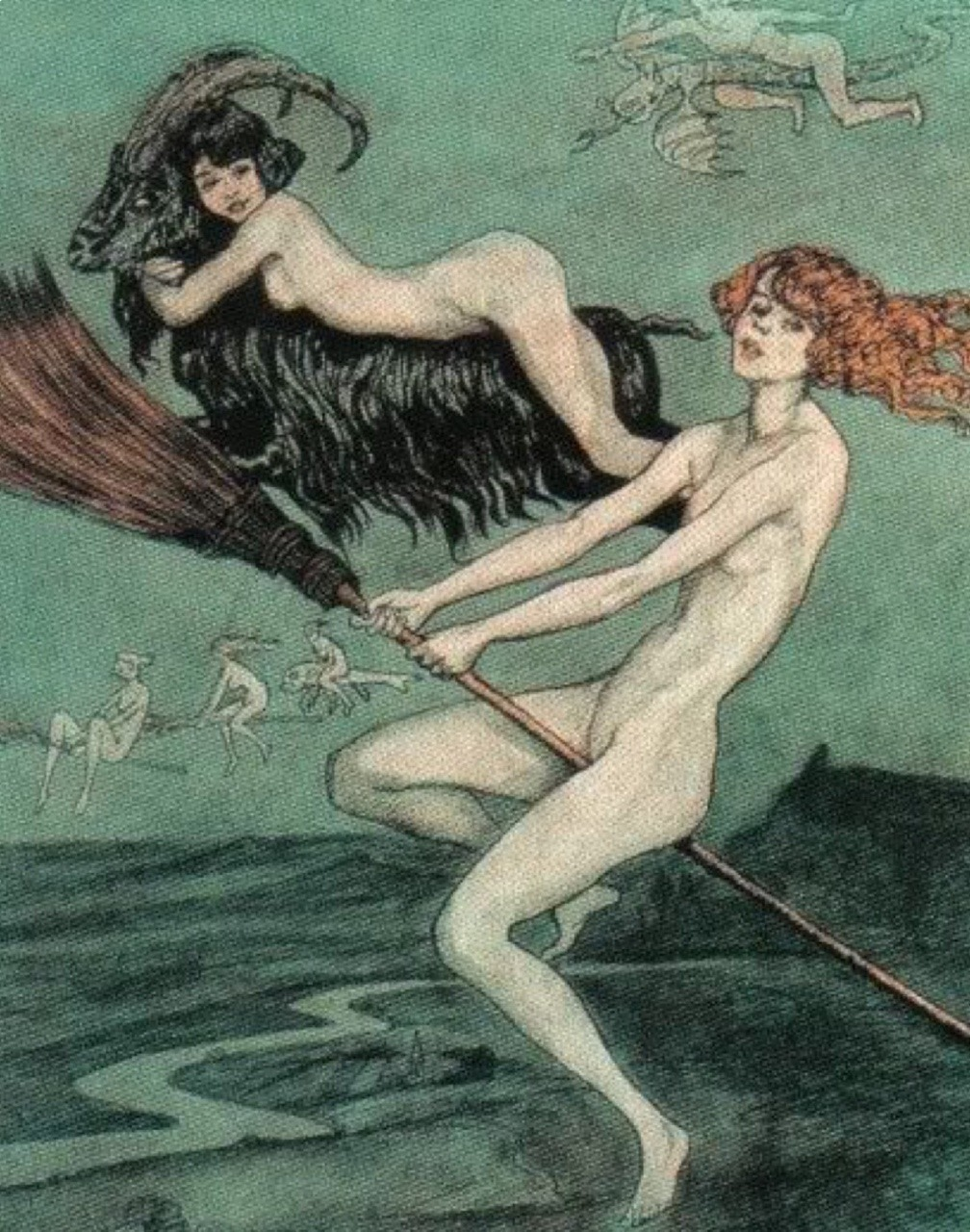
Політ відьом (Між 1900 та 1920)
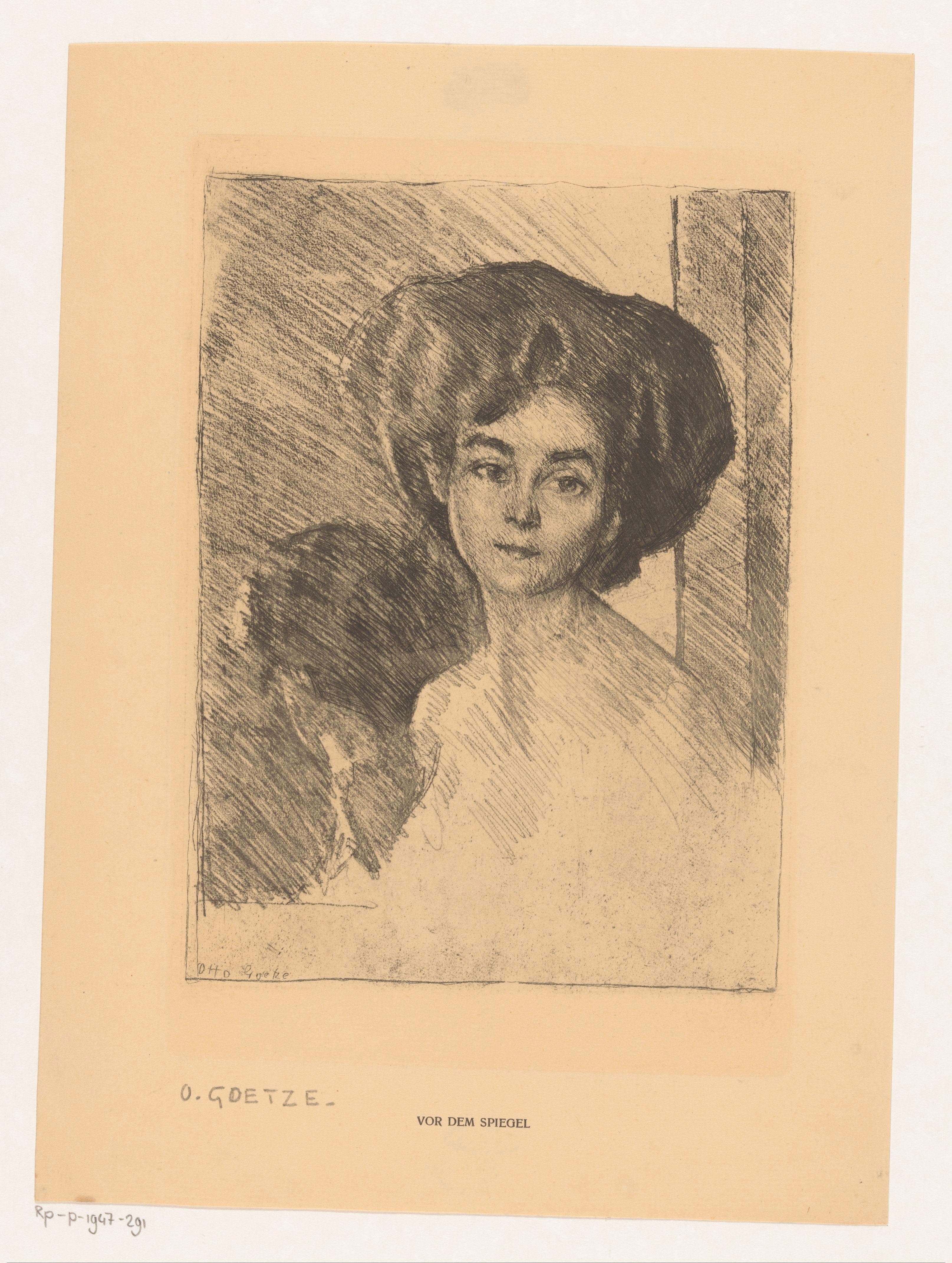
Перед дзеркалом
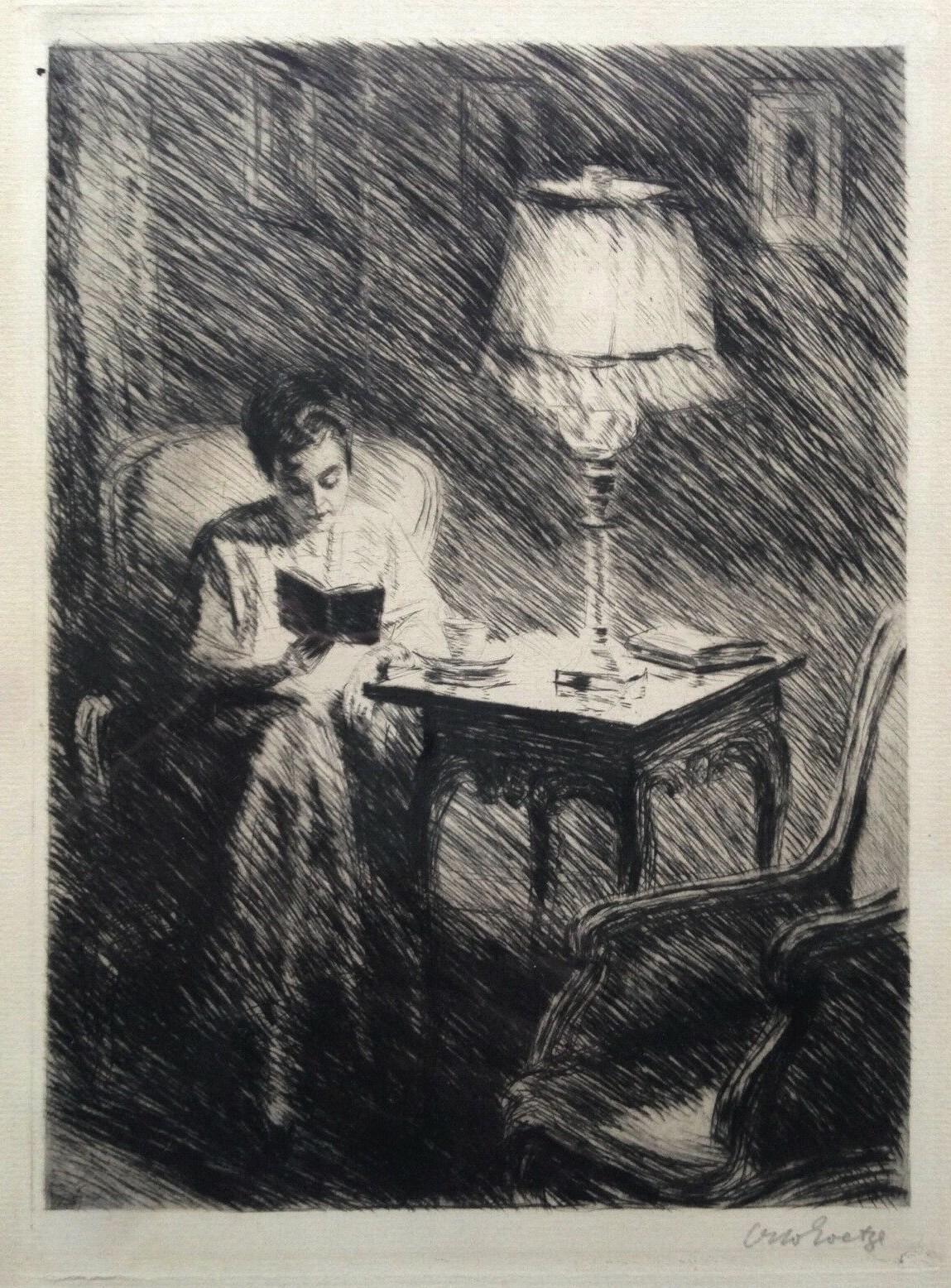
Читаюча жінка(Між 1900 і 1910)
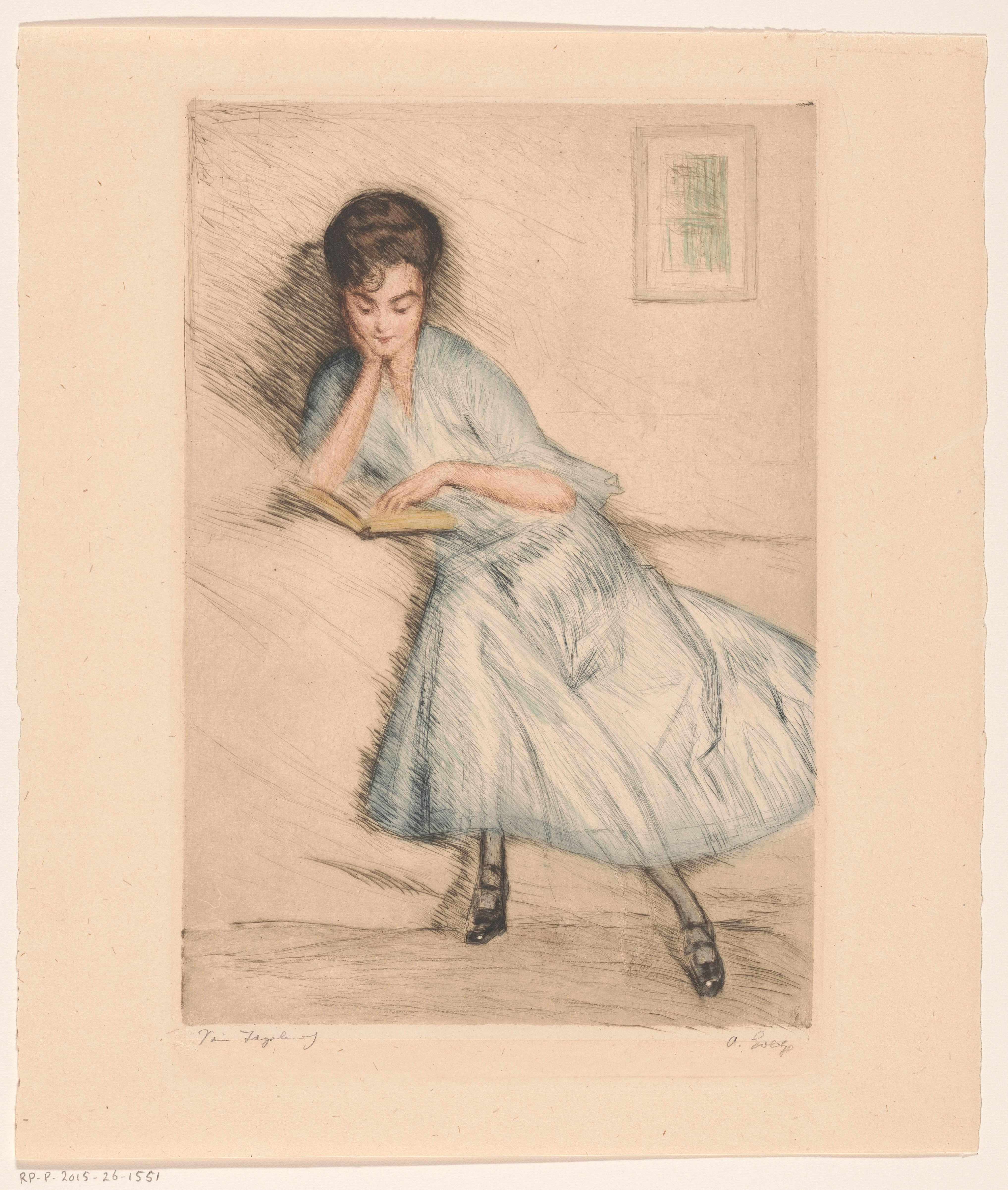
Читаюча жінка